# Escobares
Escobares és una concentració de població designada pel cens dels Estats Units a l'estat de Texas. Segons el cens del 2000 tenia 1.954 habitants.

## Demografia
Segons el cens del 2000, Escobares tenia 1.954 habitants, 516 habitatges, i 464 famílies. La densitat de població era de 785,9 habitants per km².
Dels 516 habitatges en un 58,3% hi vivien nens de menys de 18 anys, en un 66,1% hi vivien parelles casades, en un 20,7% dones solteres, i en un 9,9% no eren unitats familiars. En el 9,1% dels habitatges hi vivien persones soles el 6,2% de les quals corresponia a persones de 65 anys o més que vivien soles. El nombre mitjà de persones vivint en cada habitatge era de 3,79 i el nombre mitjà de persones que vivien en cada família era de 4,05.
Per edats la població es repartia de la següent manera: un 39,3% tenia menys de 18 anys, un 12,3% entre 18 i 24, un 24,9% entre 25 i 44, un 17,3% de 45 a 60 i un 6,1% 65 anys o més.
L'edat mediana era de 24 anys. Per cada 100 dones de 18 o més anys hi havia 82,7 homes.
La renda mediana per habitatge era de 15.884 $ i la renda mediana per família de 16.677 $. Els homes tenien una renda mediana de 16.167 $ mentre que les dones 11.298 $. La renda per capita de la població era de 5.726 $. Aproximadament el 51,2% de les famílies i el 50,8% de la població estaven per davall del llindar de pobresa.

## Poblacions més properes
El següent diagrama mostra les poblacions més properes.